# Hydroptila dampfi
Hydroptila dampfi – chruścik z rodziny Hydroptilidae, larwy są 
"glonopijcami" (wysysają cytoplazmę z komórek glonów), budują małe domki z przędzy jedwabnej i ziaren piasku (w przybliżeniu kształtu spłaszczonej fasoli). Są elementem peryfitonu. Limnebiont, gatunek bardzo rzadki (i stosunkowo niedawno stwierdzony w Polsce w  jeziorze Śniardwy oraz na Suwalszczyźnie) o rozmieszczeniu środkowoeuropejskim, występuje w jeziorach eutroficznych. Gatunek prawdopodobnie zagrożony wyginięciem w Polsce.